# Peso-mosca (MMA)

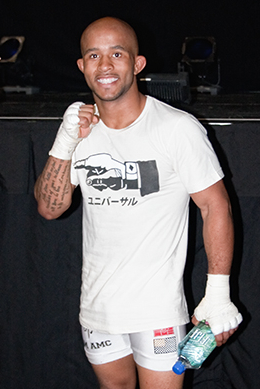
Demetrious Johnson, lutador peso-mosca

Pesos-mosca (em inglês: flyweight)  é uma divisão de peso nas artes marciais mistas – definido pela Comissão Atlética Estadual de Nevada – com lutadores de até  125 lb (57 kg). Essa divisão era conhecida como bantamweight na Shooto.
Em 3 de fevereiro de 2009, o World Extreme Cagefighting (WEC) anunciou que iriam criar a divisão de pesos-mosca em 125 lb, todavia a divisão nunca chegou a ser criada. 
Quando o UFC e a WEC fundiram-se, Dana White indicou que as companhia poderia ter uma divisão de pesos-moscas no futuro. A divisão estreou com um torneio de 4 lutadores, onde os finalistas disputariam o cinturão inaugural da categoria.
- ONE Championship limita seus lutadores de pesos-moscas em 135 lb (61 kg)

Os finalistas foram Demetrious Johnson e Joseph Benavidez, e se enfrentaram no UFC 152, o vencedor foi Johnson por decisão dividida.

## Atuais campeões

### Homens
| Organização | Desde                 | Campeão           | Cartel | Defesas |
| ----------- | --------------------- | ----------------- | ------ | ------- |
| UFC         | 8 de julho de 2023    | Alexandre Pantoja | 28-5   | 2       |
| Legacy FC   | 31 de agosto de 2021  | Charles Johnson   | 11-2   | 1       |
| ONE FC      | 25 de janeiro de 2019 | Adriano Moraes    | 20-3   | 2       |

### Mulheres
| Organização  | Desde                 | Campeã               | Cartel | Defesas |
| ------------ | --------------------- | -------------------- | ------ | ------- |
| UFC          | 8 de dezembro de 2018 | Valentina Shevchenko | 22-3   | 6       |
| Invicta FC   | 21 de maio de 2021    | Karina Rodríguez     | 10-4   | 1       |
| Bellator MMA | 22 de Abril de 2022   | Liz Carmouche        | 17-7   | 0       |

## Recordes da categoria
Recordes válidos em todas as categorias
|                                                      | Nome               | Nação          | Evento  | Detalhes            | Ref.  |
| ---------------------------------------------------- | ------------------ | -------------- | ------- | ------------------- | ----- |
| Maior número de defesas de cinturão                  | Demetrious Johnson | Estados Unidos | UFC 216 | 11 defesas pelo UFC | [ 5 ] |
| Maior número de defesas consecutivas de cinturão     | Demetrious Johnson | Estados Unidos | UFC 216 | 11 defesas pelo UFC | [ 6 ] |
| Mais jovem campeão dos pesos mosca                   |                    |                |         |                     |       |
| Maior idade alcançada na conquista do cinturão       |                    |                |         |                     |       |
| Maior envergadura dentre os campeões dos pesos mosca | Adriano Moraes     | Brasil         | ONE FC  | 1,75 m              |       |